# Милосав Здравковић Ресавац
Милосав Здравковић Ресавац (Ломница, 1787 — Београд, 26. јул 1854) био је ресавски војвода, учесник Првог и Другог српског устанка, државни чиновник и учесник многих политичких догађаја у Кнежевини Србији. Звање војводе стекао је након учешћа у бици на Чегру и погибије Стевана Синђелића 1809. године. За разлику од већине других војвода, после слома Првог српског устанка 1813. није побегао преко Саве и Дунава, већ се заједно са својим оцем Милијом предао великом везиру Куршид-паши. Куршид-паша их није погубио, али је 1814. Ћаја-паша ликвидирао Милосављевог оца, а затим његову главу набио на колац и поставио поред других глава српских устаника испред Стамбол-капије. Због очеве смрти Милосав је, уз подршку београдског митрополита Дионисија, побегао из Београда у Ресаву, где је током 1815. вршио припреме за нови устанак. Током Другог српског устанка, заједно са устаницима, борио се против Турака у бици на Рановцу, као и приликом турског напада на Миливу.
Након Другог српског устанка, Милосав је изабран за кнеза Ћупријске нахије, а пошто у Кнежевини Србији између 1815. и 1825. још увек нису били установљени судови, Ресавац је у нахији био извршилац ниже судске власти. И поред тога што је учествовао у скоро свакој буни против кнеза Милоша, Милосав је током Милошеве владавине био нахијски кнез, народни судија и на крају члан Државног савета.
Када је Михаило Обреновић дошао на власт, Ресавац је стао уз вође уставобранитељске странке и почео да покреће народ свог краја против кнеза. Пошто је 1842. кнез Михаило свргнут са власти, нови владар Кнежевине Србије постао је Александар Карађорђевић. За време његове владавине, Милосав је све до пензионисања био члан Земаљског совјета, а због надарености за беседништво, више пута је држао говоре на двору.

## Живот пре прикључења устаницима
Породица Милосава Здравковића Ресавца је родом из села Ломнице у Горњој Ресави. Отац Милосава Здравковића је кнез Милија Здравковић, члан Правитељствујушчег совјета за ћупријску нахију родом из Ломнице, ресавске кнежине ћупријске нахије. Пре Милосављевог рођења Милија Здравковић је напустио родно место и са породицом отишао у село Брестово, које данас припада Општини Деспотовац и које је скоро подједнако удаљено, како од свог општинског центра, Деспотовца, тако и од Свилајнца и Јагодине. Ту у Брестову око 1780. родио се Милосав Здравковић. Врло рано је почео да чита и да пише. Прва знања је стицао у селу Иванковцу, код Ћуприје, а затим и код ресавског проте Милоја у Ломници. Убрзо после избијања Првог српског устанка 1804. Милија Здравковић је постао Карађорђев саветник за Ћупријску нахију. Када је 1808. у Београду отворена Велика школа, уписао је сина Милосава. Тако је Милосав Здравковић, заједно са Карађорђевим сином Алексом, Вуком Караџићем и још петнаесторицом младића, постао ђак прве генерације београдске Велике школе.

## Учешће у Српској револуцији

### Први српски устанак
Турска офанзива је натерала Милосава да се 1809. године врати у Ресаву. Већ те године се борио на Чегру заједно са својим Ресавцима. После тог пораза и погибије Стевана Синђелића, Карађорђе га је поставио за новог ресавског војводу. Слом Првог српског устанка 1813. натерао је велики број војвода да беже преко Саве и Дунава, како их Турци не би погубили. Милосав Здравковић није хтео бежи, него су се он и његов отац Милија одлучили да се предају великом везиру Куршид-паши.

### Период између два устанка
Куршид-паша није хтео да погуби ни Милију ни Милосава. Милосава је дао попу Дини Нишлији, који је касније постао београдски митрополит, под именом Дионисије. Од тада му је Милосав био писар. Током 1813. ресавски војвода се лично уверио у турску окрутност. У Београду су се током 1813. и 1814. године свакодневно могла видети погубљења Срба, тако да је на крају избила Хаџи Проданова буна, која је угушена, а Турци су наставили с погубљењима. Те године Ћаја-паша је у Београду ликвидирао Милосављевог оца Милију, а затим је његову одсечену главу набио на колац и поставио је, поред других глава српских устаника испред Стамбол-капије. Очева смрт је натерала Милосава да све више размишља о бекству из Београда. Његов тадашњи заштитник, митрополит Дионисије, подржао га је у тој идеји, тако да је Милосав, под изговором да за митрополита сакупља димницу, у пролеће 1815. побегао у Ресаву, где је током исте године вршио припреме за нови устанак.

### Други српски устанак
Други српски устанак је избио на Цвети 23. априла 1815. пошто је Сулејман-паша Скопљак извршио велико насиље над српским народом. Лесковачки војвода Илија Петровић Стреља прешао је у Смедеревску нахију са једним делом својих ученика и подигао на оружје народ овог краја. Затим је своју делатност наставио и у Пожаревачкој нахији, заједно са војводом Павлом Цукићем, а убрзо им се придружио и Милосав са својим Ресавцима. Врло брзо су се договорили да нападну Турке на Рановцу. Битка на Рановцу је била поражавајућа за Турке. У овој бици Милосав је показао велику храброст, оправдавши тако своју титулу војводе из Првог српског устанка. После ове битке Милосав и Павле Цукић су прешли у ресавски крај и упутили се у село Миливу код Деспотовца. Њих двојица су планирала да ту утврде шанац како би зауставили Турке ако покушају да из Ћуприје прођу кроз Горњу Ресаву. Оно чега су се бојали, убрзо се и догодило. Турска војска је ударила на устанике у Миливи. Они су се немајући куд повукли у манастир Манасију. Османлије су попалиле многе куће у Миливи, а затим се вратиле у Ћуприју. После овог догађаја Милосав и Павле су видели да тактика ратовања мора да се мења. Стога су одлучили да се врате у Миливу. Ископали су још већи шанац и поново се утврдили. Нови турски напад је наишао на жестоку устаничку одбрану. Турци су се поражени повукли, остављајући за собом оружје, муницију и опрему.
Споразумом Милош — Марашлија био је завршен Други српски устанак.

## Политички живот Милосава у Кнежевини Србији

### За време Милошеве владавине
Поштујући заслуге Милосава из Првог и Другог српског устанка, народ Ћупријске нахије га је 24. августа 1815. изабрао за свог кнеза. О томе је сачуван документ, у коме стоји:
| „ | Да буде на знање свакоме судији, како ми, цели вилајет примисмо Милосава Здравковића да нам буде суд и војвода и старешина у вилајету; да нас држи као отац своје синове, да није очух но отац и право да се води по заповести, најпре Божје пак государске. | ” |

Жељу народа Ћупријске нахије својом Повељом је 2. децембра 1815. потврдио кнез Милош Обреновић, дајући притом Милосаву дозволу да, ради спровођења реда у нахији, може да држи десет пандура. У време његовог обављања функције нахијског кнеза, Свилајнац се брзо развијао. Године 1818. Свилајнац има 96 домаћинстава, а већ следеће године 182 домаћинства, док је 1822. било 214 домаћинства са 564 пореских обвезника. Дошло је и до формирања занатлијског и трговачког сталежа, а тиме и чаршијског језгра које је ширило утицај на привредни и друштвени развој целе Ресаве.
Како у Кнежевини Србији између 1815. и 1825. још увек нису били установљени судови, нахијски кнезови су били извршиоци ниже судске власти. Тако је Милосав Здравковић пресуђивао у многим споровима између грађана Ћупријске нахије. Кад год би био у недоумици како да пресуди питао би за савет кнеза Милоша. Милосав је обављао вансудско пресуђивање грађанских предмета све до почетка рада окружног суда Ћупријске нахије 1. јануара 1825. са седиштем у Свилајнцу.
Иако су се кнез Милош Обреновић и Марашли-Али паша договорили о формирању заједничке српско-турске управе, поједине спахије су се и даље понашале самовољно. Они су сакупљали спахијски десетак, али су то чинили доста неправично, грабећи од народа што се могло више. О томе је Милосав у више наврата писмима обавештавао кнеза Милоша. У једном од њих између осталог каже:
| „ | Ми доле потписани покорно вас молимо и предајемо тужбу, да учините велику милост и да јавите честитом везиру, ради Врањалије Ибрахима спахије, да га дигне одавде из Ћуприје... | ” |

Тако је кнез Милосав и касније настојао да регулише многа српско-турска питања, ослањајући се на Милошеву дипломатију.
Ресавац је учествовао у готово свакој буни против кнеза Милоша, али је у исто време радио за њега, редовно га обавештавајући о свему. Не обазирући се на његово бунтовништво, може се рећи да су односи између Милосава и кнеза Милоша били сасвим коректни. По Ресави је Милосав поред других послова, за њега сакупљао лисичје, творове и кунеће коже, које су Милошу биле потребне за београдског везира. Али и поред њихових добрих односа, Милош је Милосаву често мењао дужности, тако да је овај био: војвода, нахијски кнез, народни судија и на крају члан Државног савета. Кад год је кнезу био потребан одан човек, Милош Обреновић је рачунао на Милосава. Крајем 1823. Милош је основао Велики народни суд у Крагујевцу, а убрзо и Београдски магистрат, за чијег је председника прво именовао Милоја Тодоровића, а затим Милосава Здравковића. Међутим, на тој дужности је остао само пола године, јер га је у јесен 1826. кнез поново именовао за члана Великог народног суда у Крагујевцу. И на овом положају га Милош није дуго задржао, већ је на његово место 6. маја 1827. именовао другог Ресавца, Пану Јеремића.
Када је Народна скупштина усвојила Сретењски устав 2/15. фебруара 1835. у Крагујевцу, кнез Милош је одредио чланове Државног савета. Један од дванаест саветника постао је и Милосав Здравковић Ресавац. С обзиром да су се тада јавили проблеми око Устава, султан је Србији 1838. дао нови такозвани Турски устав. По кнежевом наређењу, фебруара 1839. године, објављен је његов указ о постављању државних саветника у „Књажевско Србски Совјет“, од укупно 17 чланова. И по новом постављењу Милосав је именован за државног саветника.

### После Милошеве абдикације
Пошто није желео да влада по Турском уставу, кнез Милош је 1839. абдицирао, препустивши престо свом сину Милану, који је био на самртничкој постељи. После Миланове смрти, нови кнез Србије постао је Милошев млађи син Михаило Обреновић, који је одмах почео да прогања многе значајне Србе. Од тог тренутка Милосав Здравковић је стао уз уставно-народну странку и почео да покреће народ свог краја против кнеза Михаила. Тако му је, захваљујући њиховом заједничком интересу, близак савезник постао Тома Вучић-Перишић. Широка кампања против кнеза Михаила на крају је донела резултате. Михаило је 26. августа 1842. напустио Србију и побегао у Земун. Нови владар Кнежевине Србије постао је Карађорђев син, кнез Александар Карађорђевић. За време његове владавине Милосав је сазидао кућу у Београду, у коју се убрзо уселио. Од тада је више година непрекидно био члан Земаљског совјета.
Народ у Кнежевини Србији се после 1842. поделио на обреновићевце и карађорђевићевце. Страну ових других држали су уставобранитељи који су у Београду заузели најважније државне функције. Милосав Здравковић је стао уз вође уставобранитељске странке, коју су предводили Тома Вучић-Перишић, Аврам Петронијевић, браћа Стојан и Алекса Симић, Илија Гарашанин и други. Када је 1843. до уставобранитеља стигла вест да се у Смедереву припрема буна и да постоји реална могућност да обреновићевска емиграција уђе у Србију, брзо је реаговао Тома Вучић-Перишић. Плашећи се да у Смедерево из Крагујевца, где се налазило седиште уставобранитељске полиције, неће на време стићи 2.000 полицајаца, Тома је наредио да се тамо из Београда упути 300 пешака народне војске и 250 регуларних војника са два топа, као и један капетан са 200 коњаника. Сви они су стављени под команду, бивших Карађорђевих војвода, Милосава Ресавца и Луке Лазаревића. Буна је убрзо угушена, али је касније било низ завера против кнеза Александра Карађорђевића и његових уставобранитеља. Те исте године Милосав је изабран за члана Намесништва књажевског достојинства заједно са Лазаром Тодоровићем и Стефаном Стефановићем, а функцију је вршио од 20. јуна до 27. јуна 1843.

## Ресавчево богатство
Милосав је имао у поседу велико богатство, које су чиниле бројне ливаде, шуме, њиве, воденице, локали са дућанима, као и много новца и златника. И поред велике имовине коју је поседовао, народ у Ресави га је ценио. Свилајнчани су тада говорили како је све што је имао стекао својим радом и на поштен начин. И поред тога што је последње године живота провео у Београду, често је долазио у Свилајнац, у коме је имао кућу, познату под именом „Ресавчев конак“, са великим двориштем, у коме се налазило још неколико мањих кућа. У конаку, у ком је имао и послугу, Ресавац је примао госте, али и многе који су код њега долазили да траже помоћ. Сиромашнима је често давао новац или их је помагао на други начин, због чега су га многи у Свилајнцу звали „оцем сиротиње“. Зграда његовог конака је касније преуређена у Општину. У њој су се општински органи налазили до 1936. године. Конак је затим срушен, а његова грађа је искоришћена за изградњу нове општинске зграде.

## Породица и смрт
Милосав Здравковић се два пута женио. Са првом женом имао је сина Јову, који је због слабог здравља живео кратко после смрти свог оца. Јова је иза себе оставио три кћери: Катарину, Јуцу и Цану. Друга Ресавчева жена звала се Станија. Она му је родила две кћери: Милеву и Цану. Ресавац је пензионисан као члан Земаљског совјета. Умро је 26. јула 1854. године. Сахрањен је у порти цркве Светог Николе у Свилајнцу.

## Препоручена литература
- Милан Милићевић, Кнежевина Србија, Београд 1876, стр. 1182
- Милева Р. Алимпић, Живот и рад генерала Ранка Алимпића, Београд 1892, стр. 63, 73
- Драгослав Стањаковић, Влада уставобранитеља 1842-1853. Унутрашња и спољашња политика, Београд 1932, стр. 101
- Слободан Јовановић, Сабрана дела Слободана Јовановића. Уставобранитељи и њихова влада. Друга влада Милоша и Михаила, БИГЗ, Београд 1990, стр. 130
- Живан Митровић, Српске политичке странке, Београд 1939, стр. 28
- Владимир Стојанчевић, Кнез Милош и Источна Србија, Београд 1957, стр. 43
- Тихомир Ђорђевић, Иван Чоловић, Ненад Љубинковић, Наш народни живот, II, Просвета, Београд 1984, стр. 273-74
- Радош Љушић, Кнежевина Србија (1830—1839), Београд 1986, стр. 96, 239, 430